# 車両情報システム
車両情報システム（しゃりょうじょうほうシステム）は、競輪の開催を管理するコンピュータシステム。JKAが管轄する。
基本的に競輪の開催において必要不可欠である投票券の発売及び払い戻し等を管理する（いわゆるトータリゼータシステム）。また現行システムでは、それ以外に公式Webサイトなども統合されている（詳細は後述）。一方で映像配信系は独立したシステムとなっている。

## トータリゼータ
トータリゼータとしては、現行の「2022VIS」が2022年（令和4年）4月より全面稼働している。「VIS」は「Vehicle Information System」の略。全国の競輪場のトータリゼータが一元化されたシステムとなっている点が特徴である。
構成は基本的に以下の4ブロックに分けられる。
Aブロック
投票集計管理システム。担当は富士通。
Bブロック
競輪公式Webサイト（keirin.jp）。担当は日本電気（NEC）。
Cブロック
開催データ管理を行うシステム。担当は富士通。
Dブロック
電話投票関連システム。担当は日本電気。
これ以外に監視系として「総合監視・ウィルス対策システム」が存在する。
なお次期システム（通称「2028VIS」）については、2028年4月からの導入を目処に開発を進める方針。現行の2022VISではKEIRINグランプリ等で車券の前日発売ができない（厳密には、開催が何らかの要因で中止になった場合に適切な中止処理ができずシステムが停止し、他場を含めた全開催が行えなくなる）問題があるため、その点の改善などを行うとしている。

## 映像配信系
競輪のレース映像の配信システムには以下のものがある。
BRONSE
競輪場の場内やSPEEDチャンネル等で使われる映像の集約及び配信を行うためのシステム。車両スポーツ映像（SPEEDチャンネルの運営元）が管轄する。
KEIRIN.JPストリーム
インターネットへの映像配信サービス。システム担当は三菱電機。2017年までは単独サービスとして提供されていたが、2017年の「Next-VIS」稼働に伴い、公式Webサイトのサービスとして統合された。

## システム障害
ここでは大規模に発生し開催に影響が出た障害のみ記載する。

### 2019年10月
2019年10月3日、投票券の発売システムに大規模な障害が発生。オッズを正しく表示できなくなるなどの不具合が発生したことから、JKAでは同日及び翌日に開催予定だった全レースを中止した。
競輪でシステム障害により開催予定の全レースが中止になったのはこれが初めて。
JKAでは原因を「競輪情報システムにおいて不整合なデータが入力されたこと」としており、外部からの不正アクセスやサイバー攻撃は確認されていないとしている。
10月5日より一部の競輪場で開催を再開したものの、競輪場によっては10月7日までの開催が中止・打ち切りとなっている。
同年11月8日にJKAより中間報告がなされ、具体的な原因として「特別昇班に伴う取消追加処理を実施する際、通常の取消追加に比べてシステム上では一日早い入力処理が必要な仕様になっていたが、その旨が開発ベンダー作成の業務処理マニュアルに記載がなかったため、通常通りに予定していた処理日の前日にデータ処理締切日が到来し、その日の夜間定例処理においてデータ不整合となった」という説明がなされた。当面は特別昇級・昇班選手が出た場合をイレギュラーケースとして特別な取り扱いを行う他、今後マニュアルの改修・再チェック、取消選手に関するチェックツールの開発などを進める方針。